# Boeing P-29
Il Boeing P-29 fu un aereo da caccia monomotore, monoposto e monoplano ad ala bassa, sviluppato dall'azienda aeronautica statunitense Boeing agli inizi degli anni trenta.
Con l'omologo XF7B-1, furono un tentativo di produrre una versione più avanzata del P-26 che aveva rappresentato un grande successo commerciale. Sebbene siano stati ottenuti lievi miglioramenti in termini di prestazioni, non fu in grado di superare le perplessità di United States Army Air Corps e United States Navy, di conseguenza, non ricevendo alcuna commissione, il progetto venne cancellato dopo la costruzione di solo quattro esemplari.

## Storia del progetto
Il Boeing YP-29 è nato come Model 264, realizzato come iniziativa privata nell'ambito di un bailment contract negoziato con l'esercito degli Stati Uniti. Lo sviluppo di tre prototipi è stato avviato nell'intervallo tra il collaudo dell'XP-936 (prototipo P-26, denominazione aziendale Model 248) e la consegna del primo P-26A (denominazione aziendale Model 266) all'esercito degli Stati Uniti.
Il Model 264 era un P-26 aggiornato e modernizzato, che differiva per avere ali completamente a sbalzo a pianta ellittica, ipersostentatori sul bordo d'uscita (flap), cabina di pilotaggio chiusa con tettuccio a "serra" e carrello d'atterraggio retrattile. Il carrello era simile a quello adottato dal Boeing Monomail, con le ruote principali che si ritiravano all'indietro a metà circa delle ali. La fusoliera e l'impennaggio erano sostanzialmente le stesse di quelle del P-26. Come propulsore, il 264 mantenne il collaudato radiale Pratt & Whitney R-1340-31 raffreddato ad aria da 550 hp (410 kW) utilizzato nel P-26. L'armamento, basato su una mitragliatrice calibro 0,30 in e una da 0,50 in montate sui lati della fusoliera e sparanti tra le testate del motore radiale, era lo stesso del P-26A.
Il primo Model 264 presentava un tettuccio lungo, stretto e scorrevole, essenzialmente una continuazione trasparente del poggiatesta protettivo del P-26, che si estendeva fino al telaio del parabrezza. Il radiale Wasp era racchiuso in una cappottatura NACA anziché nello stretto anello Townend del P-26.
Un'ultima variante è stata considerata da Boeing, il Model 273, che era destinato alla United States Navy con la designazione XF7B-1. A parte lievi variazioni nelle dimensioni, equipaggiamento tipico dei modelli operanti da portaerei e prestazioni nominali del suo motore Wasp, il caccia imbarcato era molto simile ai suoi antecedenti dell'esercito. Come le altre varianti, il suo abitacolo chiuso fu infine modificato in un abitacolo aperto, che all'epoca era considerato più gradito ai piloti.

## Utilizzatori
Stati Uniti
- United States Army Air Corps
- United States Navy